# Lucien Pascal
Pour les articles homonymes, voir Pascal et Probst.
Pour l'homme politique, voir Lucien Pascal.
Lucien Pascal, nom de scène de Lucien Probst, né le 10 avril 1906 à Saint-Brice-sous-Forêt et mort le 12 août 2006 à Paris, est un acteur français.

## Biographie
Comédien à l'Odéon au début des années 1930, Lucien Pascal, époux de Gisèle Casadesus depuis 1934, a été le directeur de la scène de la « Maison de Molière » à partir de 1950 après avoir renoncé à sa carrière d'acteur. Il a été jusqu'en 1980 directeur général technique de la scène de la Comédie Française. 

## Filmographie
- 1934 : L'Aventurier de Marcel L'Herbier : Jacques Guéroy
- 1938 : La Tragédie impériale de Marcel L'Herbier  : un homme politique
- 1938 : Ultimatum de Robert Wiene et Robert Siodmak
- 1938 : Gibraltar de Fedor Ozep
- 1945 : Le Jugement dernier de René Chanas
- 1947 : Les Aventures de Casanova de Jean Boyer
- 1947 : La Kermesse rouge de Paul Mesnier
- 1949 : Dernière Heure, édition spéciale de Maurice de Canonge
- 1950 : Justice est faite d'André Cayatte
- 1951 : La Maison Bonnadieu de Carlo Rim
- 1996 : Ridicule de Patrice Leconte
- 1997 : Le Grand Batre de Laurent Carceles

## Théâtre
- 1937 :  Les Chevaliers de la Table ronde de Jean Cocteau, mise en scène de l'auteur, Théâtre de l'Œuvre
- 1937 :  Le Songe d'une nuit d'été de Shakespeare (Obéron), mise en scène de Paul Abram, Théâtre de l'Odéon